# Bela jelka
Bela jelka ali navadna jelka, tudi hoja, (znanstveno ime Abies alba) je iglasto drevo s ploščatimi iglicami in gladkim belkasto sivim lubjem. Občutljiva je na nizke zimske temperature in pozni pomladanski mraz, zahteva pa veliko vlage in toplote zato raste v srednji in južni Evropi.

## Opis drevesa
Svoje ime Abies alba je drevo dobilo po dveh srebrno belih črtah na spodnji strani iglic. Zgornja stran iglic je temno zelena. Iglice so posamične, dvoredne, dolge 2–3 cm.
Storži so pokončni, zeleno rjavi, luske pa imajo na vrhu značilen izrastek. Ko so zrele odpadejo in na drevesu ostane le gola osrednja os storža.
Zraste do 60 m visoko; deblo je pokončno, ravno, pri mladem drevesu je skorja gladka, sivkasto bela, s smolnatimi žlezami, kasneje pa razpoka in izloča smolo.
Olje iz iglic spodbuja prekrvavitev in bronhialno izločanje, spodbuja izkašljevanje.Uporabljamo ga tudi pri vročini in bolečinah v mišicah.

## Navadna jelka v Sloveniji
V Sloveniji je navadne jelke največ v mešanih jelovo-bukovih dinarskih gozdovih, ki se raztezajo od Trnovskega gozda čez Javornike in Snežnik vse do Gorskega Kotarja na Hrvaškem in so eden največjih strnjenih gozdnih kompleksov v Evropi.